# Джон Блер
Джон Блер мол. (англ. John Blair Jr.;  1732 — 31 серпня 1800) — американський політик, правник.
Народився у відомій родині з Вірджинії. Закінчив коледж Вільяма і Мері і вивчав право у Лондоні.
Брав активну участь у русі за відокремлення від Великої Британії. Після проголошення незалежності обіймав різні посади в уряді штату Вірджинія. У Філадельфії Блер не промовляв, зазвичай брав сторону делегації Вірджинія. Пізніше був членом Верховного Суду США.
Належав до масонської Великої ложі Вірджинії.